# 克里斯蒂·吉尔莫
克里斯蒂·吉尔莫（英語：Kirsty Gilmour，1993年9月21日—），蘇格蘭羽毛球女子單打運動員。女单排名曾一度高居第十四位；在欧洲赛，曾连续两年赢得欧锦赛亚军（2016年和2017年）；在国际运动会上，曾赢得英聯邦運動會女單銀牌和銅牌（2014年和2018年）、歐洲運動會女單銀牌和銅牌（2019年和2023年）。

## 簡歷

### 早年及出道
克里斯蒂·吉尔莫的父親是國家少年羽毛球隊的教練，而叔父大卫·吉尔莫則是羽毛球運動員，在他們的影響下，她自5歲開始已經接觸羽毛球運動。

### 2010年-2011年 初露鋒芒
2010年9月，克里斯蒂·吉尔莫与基兰·梅里利斯出战比利時羽毛球國際賽，在混双準決賽以0比2（12-21、12-21）不敌赛会4号种子、德国强档的约翰尼斯·斯科特勒/桑德拉·马里涅罗。
2011年9月，克里斯蒂·吉尔莫与吉莉·库珀出战捷克羽毛球國際賽，在女双準決賽以1比2（21-16、12-21、8-21）不敌赛会头号种子、俄罗斯强档的瓦莱里亚·索罗金娜/尼娜·维斯洛娃。同年12月，她出战威爾斯羽毛球國際賽，在女单準決賽以1比2（21-19、18-21、15-21）不敌赛会4号种子、瑞士名将的尼克尔·沙勒。

### 2012年 波蘭、捷克及瑞士羽球赛夺冠
2012年1月，克里斯蒂·吉尔莫与吉莉·库珀出战瑞典斯德哥爾摩羽毛球國際賽，在女双準决赛以0比2（23-25、18-21）不敌美国强档的李意恒/宝拉·琳·奥巴娜娜。同年5月，她出战丹麥羽毛球國際賽，在女单準决赛以1比2（13-21、21-10、18-21）不敌丹麦名将的桑德拉-玛丽亚·延森。同年8月，她出战波蘭羽毛球公開賽，在女单决赛以2比0（21-12、21-12）击败了英格兰名将的帕努加·里奥，赢得国际赛事单打冠军，亦是她首个國際系列賽女单冠军。同年9月，她出战捷克羽毛球國際賽，在女单决赛以2比1（21-18、10-21、21-13）击败了赛会4号种子、法国名将的萨申纳·维尼斯·瓦汉，赢得国际赛事单打冠军，亦是她首个國際挑戰賽女单冠军；此外，还与搭档吉莉·库珀的女双决赛以0比2（16-21、15-21）不敌英格兰强档的希瑟·奥利弗/凯特·罗伯特肖，赢得亚军。同年10月，她出战瑞士羽毛球國際賽，在女单决赛以2比0（24-22、21-17）击败了印尼名将的Milicent Wiranto，赢得本赛季第二个國際挑戰賽女单冠军。同年11月，她与吉莉·库珀出战蘇格蘭羽毛球國際賽，在女双準决赛以0比2（19-21、9-21）不敌赛会7号种子、日本强档的福万尚子/與猶胡桃。同期11月，她与吉莉·库珀出战威爾斯羽毛球國際賽，在女双决赛以0比2（7-21、14-21）不敌赛会头号种子、英格兰强档的劳伦·史密斯/加布里·怀特，赢得亚军。

### 2013年 捷克羽球赛夺冠
2013年8月，克里斯蒂·吉尔莫參加中國廣州舉行的世界羽毛球錦標賽，出戰女子單打項目，首圈因對手棄權而自動晉級，但在第二圈就以1比2（12-21、22-20、6-21）不敵6號種子、中華台北的戴資穎出局。同年9月，她出战捷克羽毛球國際賽，在女单决赛以2比0（21-18、21-10）击败了中华台北名将的程琪雅，赢得國際挑戰賽女单冠军；此外，还与搭档吉莉·库珀的女双决赛以0比2（6-21、14-21）不敌赛会3号种子、跨国组合的（苏格兰：伊莫金·班克尔/保加利亚：佩蒂娅·内德尔奇娃），赢得亚军。同年10月，她出战倫敦羽毛球黃金大獎賽，在女单决赛以0比2（19-21、9-21）不敌赛会3号种子、西班牙名将的卡罗列娜·马琳，赢得亚军。同期10月，她出战碧特博格羽毛球黃金大獎賽，在女单準决赛以0比2（11-21、18-21）不敌赛会5号种子、保加利亚名将的琳达·塞奇妮。同年11月，她出战蘇格蘭羽毛球大獎賽，在女单决赛以1比2（14-21、21-11、13-21）不敌赛会头号种子、西班牙名将的卡罗列娜·马琳，赢得亚军。同期11月，她与伊莫金·班克尔出战威爾斯羽毛球國際賽，在女双準决赛以0比2（17-21、14-21）不敌澳大利亚强档的唐鹤恬/雷努加·韦兰。同年12月，她与伊莫金·班克尔出战愛爾蘭羽毛球公開賽，在女双準决赛以1比2（21-12、21-23、17-21）不敌赛会2号种子、马来西亚强档的黄惠恩/黄惠龄。

### 2014年 瑞典和西班牙羽球赛夺冠、英联邦女单夺银
2014年1月，克里斯蒂·吉尔莫出战瑞典羽毛球大師賽，在女单决赛以2比1（24-22、12-21、21-10）击败了赛会7号种子、丹麦名将的萊恩·杰克斯菲德，赢得國際挑戰賽女单冠军。同年5月，她出战西班牙羽毛球公開賽，在女单决赛以2比0（21-19、21-18）力克赛会头号种子、西班牙名将的卡罗列娜·马琳，赢得國際挑戰賽女单冠军；此外，还与搭档伊莫金·班克尔的女双决赛以0比2（14-21、9-21）不敌赛会2号种子、保加利亚强档的加夫列拉·斯托伊娃/斯蒂法尼·斯托伊娃，赢得亚军。同年7月，她代表苏格兰参加本国举办的英聯邦運動會羽毛球比賽，她以3号种子出戰女子單打；在半準決賽以2比0（21-9、21-10）轻取赛会7号种子、新西兰华裔名将的陳潔英；在準決賽以2比0（21-13、21-19）击败了赛会5号种子、前马来西亚一姐的郑清亿；在决赛以0比2（14-21、7-21）不敌赛会4号种子、加拿大华裔名将的李文珊，赢得英联邦女子单打银牌。同年8月，她參加丹麥哥本哈根舉行的世界羽毛球錦標賽，出戰女子單打項目，首圈就以0比2（15-21、15-21）不敵德國的卡琳·施纳泽出局。同年11月，她出战蘇格蘭羽毛球大獎賽，在女单準决赛以1比2（21-16、20-22、12-21）不敌日本名将的佐藤冴香；此外，还与搭档伊莫金·班克尔的女双準决赛以0比2（18-21、7-21）不敌赛会头号种子、保加利亚强档的加夫列拉·斯托伊娃/斯蒂法尼·斯托伊娃。

### 2015年-2016年 瑞典、布拉格及荷蘭羽球赛夺冠、欧锦赛女单夺亚
2015年1月，克里斯蒂·吉尔莫出战瑞典羽毛球大師賽，在女单决赛以2比0（21-18、21-9）击败了赛会头号种子、西班牙名将的比阿特丽斯·科拉莱斯，赢得國際挑戰賽女单冠军。同年8月，她參加印尼雅加達舉行的世界羽毛球錦標賽，出戰女子單打項目，首圈就以0比2（15-21、21-23）不敵泰國的蓬迪·布拉那巴硕出局。同年9月，她出战比利時羽毛球國際賽，在女单决赛以0比2（15-21、18-21）不敌世青赛冠军的吳堇溦，赢得亚军。同期9月，她出战布拉格羽毛球公開賽，在女单决赛以2比0（21-16、21-14）击败了赛会4号种子、保加利亚名将的琳达·塞奇妮，赢得國際挑戰賽女单冠军。同年10月，她出战荷蘭羽毛球大獎賽，在女单决赛以2比0（21-16、21-13）击败了赛会3号种子、德国名将的卡琳·施纳泽，赢得成年赛事单打冠军，亦是她首个大獎賽女单冠军。同期10月，她出战碧特博格羽毛球黃金大獎賽，在女单準决赛以0比2（15-21、17-21）不敌赛会7号种子、泰国名将的布桑兰·恩布鲁庞。同年11月，她出战蘇格蘭羽毛球大獎賽，在女单决赛以1比2（21-16、16-21、18-21）不敌赛会4号种子、丹麦名将的萊恩·杰克斯菲德，赢得亚军。同年12月，她出战美國羽毛球大獎賽，在女单决赛以1比2（21-18、15-21、15-21）不敌中华台北名将的白馭珀，赢得亚军。
2016年1月，克里斯蒂·吉尔莫出战馬來西亞羽毛球大師賽，在女单决赛以0比2（15-21、9-21）不敌赛会3号种子、世锦赛亚军的普萨拉·文卡塔·辛杜，赢得亚军。同年4月，她代表苏格兰参加法国永河畔拉罗什举办的歐洲羽毛球錦標賽，她以赛会2号种子在首圈輪空；在次圈以2比0（21-9、21-11）横扫土耳其名将的内斯里汉·伊吉特；在第三圈激战三局以2比1（21-14、13-21、21-10）击败了俄罗斯名将的娜塔莉亚·佩米诺娃；在半準決賽以2比0（21-19、22-20）险胜了赛会6号种子、西班牙名将的比阿特丽斯·科拉莱斯；在準决赛鏖战三局以2比1（17-21、21-18、21-19）逆转了丹麦名将的安娜·蒂亚·马德森；在决赛以0比2（12-21、18-21）不敌赛会头号种子、两届世锦赛冠军的卡罗列娜·马琳，赢得欧锦赛女子单打亚军。

### 2017年 奧地利、奧爾良和本土赛夺冠、欧锦赛女单夺亚
2017年2月，克里斯蒂·吉尔莫出战奧地利羽毛球公開賽，在女单决赛以2比0（21-17、21-9）击败了德国名将的法比耶娜·德普莱兹，赢得國際挑戰賽女单冠军。同年3月，她出战奧爾良羽毛球國際挑戰賽，在女单决赛以2比0（22-20、21-11）击败了马来西亚名将的李盈盈，赢得國際挑戰賽女单冠军。同年4月，她代表苏格兰参加丹麥科靈举办的歐洲羽毛球錦標賽，她以赛会7号种子在首圈輪空；在次圈以2比0（21-15、21-14）击败了白俄罗斯的阿莱西亚·扎伊特萨娃；在十六強鏖战三局以2比1（21-11、19-21、21-18）力克德国名将的法比耶娜·德普莱兹；在八強以2比0（21-9、21-17）横扫赛会4号种子、丹麦名将的萊恩·杰克斯菲德；在準决赛以2比0（22-20、21-10）击败了赛会6号种子-瑞士名将萨布丽娜·贾奎特；在决赛以0比2（14-21、12-21）不敌赛会头号种子、奥运冠军的卡罗列娜·马琳，连续第二年赢得欧锦赛女子单打亚军。同年7月，她出战加拿大羽毛球大獎賽，在女单决赛以1比2（21-19、19-21、18-21）不敌日本名将的川上紗惠奈，赢得亚军。同期7月，她出战美國羽毛球黃金大獎賽，在女单準决赛以1比2（21-16、16-21、15-21）不敌赛会6号种子、英联邦冠军的李文珊。同年8月，她以東道主身分參加蘇格蘭格拉斯哥舉行的世界羽毛球錦標賽女子單打項目，由於被列為16號種子，故在首圈輪空。她先在次圈以2比0輕取印度的丽图帕尔纳·达斯；第三圈又以2比1（21-14、15-21、16-21）力克6號種子、中國的何冰娇晉級；但至半準決賽面對賽會12號種子、印度的塞娜·内维尔，力戰三局下以1比2（19-21、21-18、15-21）不敵對手，8強止步。同年11月，她出战蘇格蘭羽毛球大獎賽，在女单决赛以2比0（23-21、21-12）击败了赛会3号种子、丹麦名将的米娅·布里西费尔特，赢得本土赛事女单冠军。

### 2018年
2018年4月，克里斯蒂·吉尔莫代表苏格兰参加澳大利亚昆士蘭州黃金海岸举办的英聯邦運動會羽毛球比賽，她以4号种子出戰女子單打；在半準決賽因对手的G·R·加德途中退赛；在準決賽以1比2（14-21、21-18、17-21）不敌赛会2号种子、奥运季军的塞娜·内维尔；接着在季軍戰以2比0（21-11、21-16）轻取上届冠军的李文珊，赢得英联邦女子单打铜牌。

## 主要比賽成績
只列出曾進入準決賽的國際賽事成績：
| 年份   | 賽事                       | 公開賽級別 | 項目     | 拍檔          | 成績   |
| ------ | -------------------------- | ---------- | -------- | ------------- | ------ |
| 2010年 | 比利時羽毛球國際賽         | 國際挑戰賽 | 混合雙打 | 基兰·梅里利斯 | 準決賽 |
| 2011年 | 捷克羽毛球國際賽           | 國際挑戰賽 | 女子雙打 | 吉莉·库珀     | 準決賽 |
| 2011年 | 威爾斯羽毛球國際賽         | 國際系列賽 | 女子單打 | －            | 準決賽 |
| 2012年 | 瑞典斯德哥爾摩羽毛球國際賽 | 國際挑戰賽 | 女子雙打 | 吉莉·库珀     | 準決賽 |
| 2012年 | 丹麥羽毛球國際賽           | 國際挑戰賽 | 女子單打 | －            | 準決賽 |
| 2012年 | 波蘭羽毛球公開賽           | 國際系列賽 | 女子單打 | －            | 冠軍   |
| 2012年 | 捷克羽毛球國際賽           | 國際挑戰賽 | 女子單打 | －            | 冠軍   |
| 2012年 | 捷克羽毛球國際賽           | 國際挑戰賽 | 女子雙打 | 吉莉·库珀     | 亞軍   |
| 2012年 | 瑞士羽毛球國際賽           | 國際挑戰賽 | 女子單打 | －            | 冠軍   |
| 2012年 | 蘇格蘭羽毛球國際賽         | 國際挑戰賽 | 女子雙打 | 吉莉·库珀     | 準決賽 |
| 2012年 | 威爾斯羽毛球國際賽         | 國際挑戰賽 | 女子雙打 | 吉莉·库珀     | 亞軍   |
| 2013年 | 捷克羽毛球國際賽           | 國際挑戰賽 | 女子單打 | －            | 冠軍   |
| 2013年 | 捷克羽毛球國際賽           | 國際挑戰賽 | 女子雙打 | 吉莉·库珀     | 亞軍   |
| 2013年 | 倫敦羽毛球黃金大獎賽       | 黃金大獎賽 | 女子單打 | －            | 亞軍   |
| 2013年 | 碧特博格羽毛球黃金大獎賽   | 黃金大獎賽 | 女子單打 | －            | 準決賽 |
| 2013年 | 蘇格蘭羽毛球大獎賽         | 大獎賽     | 女子單打 | －            | 亞軍   |
| 2013年 | 威爾斯羽毛球國際賽         | 國際挑戰賽 | 女子雙打 | 伊莫金·班克尔 | 準決賽 |
| 2013年 | 愛爾蘭羽毛球公開賽         | 國際挑戰賽 | 女子雙打 | 伊莫金·班克尔 | 準決賽 |
| 2014年 | 瑞典羽毛球大師賽           | 國際挑戰賽 | 女子單打 | －            | 冠軍   |
| 2014年 | 西班牙羽毛球公開賽         | 國際挑戰賽 | 女子單打 | －            | 冠軍   |
| 2014年 | 西班牙羽毛球公開賽         | 國際挑戰賽 | 女子雙打 | 伊莫金·班克尔 | 亞軍   |
| 2014年 | 英聯邦運動會羽毛球比賽     | 其他       | 女子單打 | －            | 銀牌   |
| 2014年 | 蘇格蘭羽毛球大獎賽         | 大獎賽     | 女子單打 | －            | 準決賽 |
| 2014年 | 蘇格蘭羽毛球大獎賽         | 大獎賽     | 女子雙打 | 伊莫金·班克尔 | 準決賽 |
| 2015年 | 瑞典羽毛球大師賽           | 國際挑戰賽 | 女子單打 | －            | 冠軍   |
| 2015年 | 比利時羽毛球國際賽         | 國際挑戰賽 | 女子單打 | －            | 亞軍   |
| 2015年 | 布拉格羽毛球公開賽         | 國際挑戰賽 | 女子單打 | －            | 冠軍   |
| 2015年 | 荷蘭羽毛球大獎賽           | 大獎賽     | 女子單打 | －            | 冠軍   |
| 2015年 | 碧特博格羽毛球黃金大獎賽   | 黃金大獎賽 | 女子單打 | －            | 準決賽 |
| 2015年 | 蘇格蘭羽毛球大獎賽         | 大獎賽     | 女子單打 | －            | 亞軍   |
| 2015年 | 美國羽毛球大獎賽           | 大獎賽     | 女子單打 | －            | 亞軍   |
| 2016年 | 馬來西亞羽毛球大師賽       | 黃金大獎賽 | 女子單打 | －            | 亞軍   |
| 2016年 | 歐洲羽毛球錦標賽           | 其他       | 女子單打 | －            | 銀牌   |
| 2017年 | 奧地利羽毛球公開賽         | 國際挑戰賽 | 女子單打 | －            | 冠軍   |
| 2017年 | 奧爾良羽毛球國際挑戰賽     | 國際挑戰賽 | 女子單打 | －            | 冠軍   |
| 2017年 | 歐洲羽毛球錦標賽           | 其他       | 女子單打 | －            | 銀牌   |
| 2017年 | 加拿大羽毛球大獎賽         | 大獎賽     | 女子單打 | －            | 亞軍   |
| 2017年 | 美國羽毛球黃金大獎賽       | 黃金大獎賽 | 女子單打 | －            | 準決賽 |
| 2017年 | 蘇格蘭羽毛球大獎賽         | 大獎賽     | 女子單打 | －            | 冠軍   |
| 2018年 | 英聯邦運動會羽毛球比賽     | 其他       | 女子單打 | －            | 銅牌   |
| 2018年 | 西班牙羽毛球大師賽         | 超級300賽  | 女子單打 | －            | 準決賽 |
| 2018年 | 蘇格蘭羽毛球公開賽         | 超級100賽  | 女子單打 | －            | 冠軍   |
| 2019年 | 奧爾良羽毛球大師賽         | 超級100賽  | 女子單打 | －            | 亞軍   |
| 2019年 | 西班牙羽毛球國際賽         | 國際挑戰賽 | 女子單打 | －            | 亞軍   |
| 2019年 | 歐洲運動會羽毛球比賽       | 其他       | 女子單打 | －            | 銀牌   |
| 2019年 | 俄羅斯羽毛球公開賽         | 超級100賽  | 女子單打 | －            | 亞軍   |
| 2020年 | 歐洲羽毛球男女子團體錦標賽 | 其他       | 女子團體 | －            | 季軍   |
| 2020年 | 薩洛盧羽毛球公開賽         | 超級100賽  | 女子單打 | －            | 冠軍   |
| 2021年 | 歐洲羽毛球錦標賽           | 其他       | 女子單打 | －            | 季軍   |
| 2021年 | 丹麥羽毛球公開賽           | 超級1000賽 | 女子單打 | －            | 準決賽 |
| 2022年 | 瑞士羽毛球公開賽           | 超級300賽  | 女子單打 | －            | 準決賽 |
| 2022年 | 歐洲羽毛球錦標賽           | 其他       | 女子單打 | －            | 亞軍   |
| 2023年 | 歐洲運動會羽毛球比賽       | 其他       | 女子單打 | －            | 銅牌   |
| 2023年 | 海洛羽毛球公開賽           | 超級300賽  | 女子單打 | －            | 準決賽 |
| 2024年 | 歐洲羽毛球男女子團體錦標賽 | 其他       | 女子團體 | －            | 季軍   |
| 2024年 | 歐洲羽毛球錦標賽           | 其他       | 女子單打 | －            | 亞軍   |
| 2025年 | 歐洲羽毛球錦標賽           | 其他       | 女子單打 | －            | 亞軍   |

| 2007-2017年 | 首要超級賽 | 超級賽 | 黃金大獎賽 | 大獎賽 | 國際挑戰賽 | 國際系列賽 | 未來系列賽 | 其他 |

| 2018-2026年 | 總決賽 | 超級1000賽 | 超級750賽 | 超級500賽 | 超級300賽 | 超級100賽 | 國際挑戰賽 | 國際系列賽 | 未來系列賽 | 其他 |

### 奧運會和世錦賽參賽紀錄
|          | 2013 | 2014 | 2015 | 2016       | 2017 | 2018 | 2019 | 2020       | 2021 | 2022 | 2023 | 2024       |
| -------- | ---- | ---- | ---- | ---------- | ---- | ---- | ---- | ---------- | ---- | ---- | ---- | ---------- |
| 女子單打 | 32強 | 64強 | 64強 | 小組第二名 | 8強  | 64強 | 64強 | 小組第二名 | 16強 | 64強 | 32強 | 小組第二名 |

## 主要對賽紀錄
克里斯蒂·吉尔莫與主要對手的對賽成績如下（只列出對賽四次或以上對手，截至2022年3月14日）：
| 對手                     | 對賽次數 | 對賽結果 | 對賽結果 | 總計 |
| 對手                     | 對賽次數 | 勝       | 負       | 總計 |
| ------------------------ | -------- | -------- | -------- | ---- |
| 萨布丽娜·贾奎特          | 12       | 9        | 3        | +6   |
| 莱恩·霍尔马克·杰克斯菲德 | 10       | 7        | 3        | +4   |
| 卡罗列娜·马琳            | 9        | 2        | 7        | -5   |
| 克里斯蒂娜·加文霍尔特    | 8        | 7        | 1        | +6   |
| 白馭珀                   | 8        | 4        | 4        | 0    |
| 塞娜·内维尔              | 7        | 0        | 7        | -7   |
| 琳达·塞奇妮              | 7        | 5        | 2        | +3   |
| 大堀彩                   | 6        | 3        | 3        | 0    |
| 梅蒂·波尔森              | 6        | 6        | 0        | +6   |
| 西蒙娜·普鲁茨            | 6        | 5        | 1        | +4   |
| 李文珊                   | 6        | 2        | 4        | -2   |
| 戴資穎                   | 5        | 0        | 5        | -5   |
| 卡琳·施纳泽              | 5        | 3        | 2        | +1   |
| 萨申纳·维尼斯·瓦汉       | 5        | 3        | 2        | +1   |
| 法比耶娜·德普莱兹        | 5        | 5        | 0        | +5   |
| 尼克尔·沙勒              | 5        | 4        | 1        | +3   |
| 山口茜                   | 4        | 0        | 4        | -4   |
| 鄭清憶                   | 4        | 3        | 1        | +2   |
| 索菲·霍尔姆伯·达尔       | 4        | 4        | 0        | +4   |
| 娜塔莉亚·佩米诺娃        | 4        | 4        | 0        | +4   |
| 佩里妮·列布哈尼奇        | 4        | 3        | 1        | +2   |
| 比阿特丽斯·科拉莱斯      | 4        | 3        | 1        | +2   |
| 安娜·蒂亚·马德森         | 4        | 3        | 1        | +2   |

## 外部連結
- 克里斯蒂·吉尔莫的Facebook專頁